# ジェイエスシー
株式会社ジェイエスシーは、東京都目黒区に本社を置く企業。社名は、ジャパンセキュリティーコンサルタントの略称。創業は2001年11月。
ジェイエスシーの事業主体は、芸能人や著名人、スポーツ選手などがトラブルに巻き込まれた場合のセキュリティーコンサルタント業務、危機管理に関してのコンサルタント業務を行っている。
また、複数のグループ企業を傘下におき、法人及び個人の調査を行う探偵業免許をもつユニオンリサーチ株式会社や、電子たばこの専売メーカーである株式会社ファイブスターコーポレーション、中目黒の和食居酒屋である中目黒やまやなど複数の法人や店舗の経営も行っている。
代表者野中智昭は百数十社以上の新規事業を行う法人や個人に出資や融資を行っている、ベンチャーキャピタリストでもある。
2008年からは電子たばこ事業に参入、当初は輸入のみを行っていたが海外製品のニコチン混入の危険性が叫ばれるようになってからは、国内での噴霧液の充填する商品を開発し、東京スモーカーブランドで商標を登録、販売している。特許出願番号5300255番
代表者ら男女五人が、令和三年二月二六日までに、貸金業法・出資法違反で、北海道警察旭川方面本部に逮捕された。
現在では、本社代表電話は「電源が入っていないため、かかりません」というアナウンスが流れ、事実上閉鎖状態となっている。

## 特許(取得済み・出願中・過去取得含む)
- 電子たばこ　東京スモーカー

## 関連会社
- 探偵業　ユニオンリサーチ株式会社
- 輸入雑貨卸販売　株式会社ファイブスターコーポレーション
- 和食旬菜居酒屋中目黒やまや